# Kengo Kitazume
Kengo Kitazume (jap. 北爪 健吾, Kitazume Kengo; * 30. April 1992 in der Präfektur Gunma) ist ein japanischer Fußballspieler.

## Karriere
Kengo Kitazume erlernte das Fußballspielen in der Schulmannschaft der Maebashi Ikuei High School sowie in der Universitätsmannschaft der Senshū-Universität. Seinen ersten Profivertrag unterschrieb er 2015 bei JEF United Ichihara Chiba. Der Verein aus Ichihara, einer Großstadt in der Präfektur Chiba, spielte in der zweithöchsten Liga des Landes, der J2 League. Bis Ende 2017 stand er für JEF 50-mal auf dem Spielfeld. 2018 wechselte er ablösefrei zum Ligakonkurrenten Yokohama FC nach Yokohama. Mit Yokohama wurde er 2019 Vizemeister der Liga und stieg in die erste Liga auf. Nach dem Aufstieg und 76 Zweitligaspielen für Yokohama schloss er sich 2020 dem Erstligaaufsteiger Kashiwa Reysol aus Kashiwa an. Für Kashiwa bestritt er 41 Erstligaspiele. Im Januar 2023 verpflichtete ihn der Erstligaabsteiger Shimizu S-Pulse. Am Ende der Saison 2024 feierte er die Meisterschaft und stieg in die erste Liga auf.

## Erfolge
Yokohama FC
- Japanischer Zweitligavizemeister: 2019  ▲

Shimizu S-Pulse
- Japanischer Zweitligameister: 2024